# Ива миртолистная
И́ва миртоли́стная (лат. Salix myrsinites) — вид цветковых растений из рода Ива (Salix) семейства Ивовые (Salicaceae).

## Распространение и экология
В природе ареал вида охватывает Шотландию, Скандинавию, северные районы Европейской части России, Западную и Восточную Сибирь, Приморье.
Произрастает в лесотундре и тундре, а также в альпийский и субальпийский пояс гор.

## Ботаническое описание
Прямостоячий или стелющийся кустарник высотой до 50 см с ветвями, покрытыми остатками увядших листьев.
Прилистники редкие, яйцевидные или линейные. Листья от эллиптических до обратнояйцевидных, сверху округлые или с коротким острием, в основании суженные или округлённые, плотные, жёсткие, ярко-зелёные, по краю мелко железистопильчатые или цельнокрайные, волосистые, длиной 1,3—3,5 см, шириной 0,7—2 см, на черешках длиной 0,3—0,5 см.
Серёжки густоцветные, конечные, расположены на коротких листоносных веточках. Прицветные чешуи обратнояйцевидные или яйцевидные, тёмно-пурпурные или черноватые, длинно-бело-волосистые. Тычинки в числе двух, свободные, голые, с тёмно-фиолетовыми пыльниками. Завязь густо курчаво-волосистая, при основании обыкновенно голая, на короткой ножке; нектарник почти вдвое длиннее ножки; столбик в 2—4 раза короче завязи, пурпурный, иногда раздвоенный; рыльце двулопастное.

## Значение и применение
В Верхоянском улусе Якутии основной и хорошо поедаемый северным оленем (Rangifer tarandus) корм на пастбище. Также поедание оленем отмечено на Новой Земле и острове Колгуев, в Лапландском заповеднике.
Побеги преимущественно в течение зимнего периода поедаются алтайским маралом (Cervus elaphus sibiricus Severtzow).

## Таксономия
Вид Ива миртолистная входит в род Ива (Salix) семейства Ивовые (Salicaceae) порядка Мальпигиецветные (Malpighiales).
|  |                                      |  |                                                             |                                                             |                  |  | ещё 36 семейств (согласно Системе APG II) | ещё 36 семейств (согласно Системе APG II) |                      |  |  |  | ещё более 500 видов |
|  |                                      |  |                                                             |                                                             |                  |  | ещё 36 семейств (согласно Системе APG II) | ещё 36 семейств (согласно Системе APG II) |                      |  |  |  | ещё более 500 видов |
|  |                                      |  |                                                             | порядок Мальпигиецветные                                    |                  |  |                                           |                                           | род Ива              |  |  |  |                     |
|  |                                      |  |                                                             | порядок Мальпигиецветные                                    |                  |  |                                           |                                           | род Ива              |  |  |  |                     |
|  | отдел Цветковые, или Покрытосеменные |  |                                                             |                                                             | семейство Ивовые |  |                                           |                                           | вид Ива миртолистная |  |  |  |                     |
|  | отдел Цветковые, или Покрытосеменные |  |                                                             |                                                             | семейство Ивовые |  |                                           |                                           |                      |  |  |  |                     |
|  |                                      |  | ещё 44 порядка цветковых растений (согласно Системе APG II) | ещё 44 порядка цветковых растений (согласно Системе APG II) |                  |  |                                           | ещё около 57 родов                        | ещё около 57 родов   |  |  |  |                     |
|  |                                      |  |                                                             | ещё 44 порядка цветковых растений (согласно Системе APG II) |                  |  |                                           |                                           | ещё около 57 родов   |  |  |  |                     |